# Syllepte coelivitta
Syllepte coelivitta là một loài bướm đêm trong họ Crambidae.